# إيدا لي
إيدا لي (بالإنجليزية: Ida Lee)‏ هي مؤرخة أسترالية، ولدت في 11 فبراير 1865 في Kelso, New South Wales ‏ في أستراليا، وتوفيت في 3 أكتوبر 1943 في نورتش في المملكة المتحدة.